# Memorialul Renașterii
Memorialul Renașterii pe numele său complet Memorialul renașterii – Glorie Eternă Eroilor și Revoluției Române din Decembrie 1989 este un ansamblu monumental situat în Piața Revoluției (fostă Piața Palatului) din București, ridicat în memoria victimelor Revoluției române din 1989. Autorul lucrării este Alexandru Ghilduș. Ansamblul memorial are 25 de metri și a costat 56 de miliarde de lei.
În timpul polemicilor născute pe marginea construcției, amplasării sau a aspectului monumentului, ansamblul a primit mai multe porecle folosite de locuitorii Bucureștiului sau de mass-media, în discuțiile despre memorial. Dintre aceste porecle pot fi amintite: „Țeapa” din Piața Revoluției, Cartoful pe Băț, Țepușă cu cartof, „Vector cu coroniță”, “cartof tras în țeapă”, „ghildușa piramidă”, „circumcizia ratată”, „monumentul cu penetrare”, „un creier pe băț”, „măslina-n scobitoare”, „nuca-n țeapă”, “fleica-n frigăruie”, “cartoful revoluției”, “țeava și testiculul”, “țeapa de 56 de miliarde”, “kitsch cu patalama”.

## Istoric
În anul 2004 în ultimul an al mandatului ministrului Răzvan Theodorescu, aflat la cârma Ministerului Culturii a fost organizat un concurs pentru ridicarea unui monument în cinstea eroilor revoluției. La acest concurs au participat 15 proiecte. Juriul, care a analizat aceste proiecte și l-a ales pe cel câștigător, a fost format din plasticienii Ion Marchiș și Bogdan Bârleanu, un reprezentant al Secretariatului de Stat pentru Revoluționari Ovidiu Popescu, arhitectul Gheorghe Bălășoiu și reprezentantul Ministerului Culturii și Cultelor Ștefan Damian.
Pe 16 martie 2004 juriul alege din cele 15 proiecte, proiectul lui Alexandru Ghilduș. În data de 2 august 2004 contractul de 56 de miliarde a fost încheiat, iar în 15 decembrie 2004, președintele Ion Iliescu și Traian Băsescu au pus piatra de temelie a monumentului.
Monumentul a fost inaugurat la 1 august 2005 și este înscris în Lista monumentelor istorice 2010 - Municipiul București - la nr. crt. 2346, cod LMI B-III-m-B-20028.

## Descrierea memorialului
Memorialul este format din mai multe elemente, numele acestor elemente fiind simbolice având menirea de a sublinia importanța revoluției din 1989 pentru istoria României.
- Piața reculegerii - este o piață în miniatură, se află în centrul memorialului, în centrul acesteia fiind amplasată Piramida Izbânzii. „Piața”, prezintă un zid, pe care sunt scrise în piatră numele revoluționarilor care și-au pierdut viața în timpul evenimentelor din 1989. Se poate afirma că acest element al memorialului este spațiul de pietate al întregului ansamblu.[9]

- Zidul Amintirii - prezintă numele celor 1058 de victime ale revoluției, inscripționate în alamă. Sub placa de alamă pe care sunt scrise numele victimelor stă scris: Eroi martiri ai revoluției din 1989.
- Piramida Izbânzii - este elementul principal al ansamblului, are 25 de metri și se află în centrul „Pieței reculegerii”. Obeliscul prezintă la baza sa un grup statuar care semnifică dorința de libertate a indivizilor. În partea superioară a obeliscului piramidal se găsește „Coroana”, simbolizând jertfa celor căzuți în timpul evenimentelor, dar și amintirea acestora, amintire care trebuie să rămână vie în conștiința românilor.
- Calea Biruinței - este un simbol al drumului către democrație, început de cei care au înfăptuit revoluția în 1989. Aleea este pavată cu bușteni de stejari.

## Controverse
Monumentul „seamănă până la suprapunere aproape”, cu o sculptură din Brazilia, oferită drept trofeu de o revistă din Brazilia brutarului anului.
Vezi si "Tsitsernakaberd Armenian Genocide Memorial Complex" din Erevan, Armenia.

## Fotogalerie

Zidul Amintirii - prezintă lista celor 1058 de victime ale revoluției
Calea Biruinței